# Johann Valentin Andreae
Johann Valentin Andreae, znany też jako Johannes Valentinus Andreae lub Johannes Valentinus Andreä (ur. 17 sierpnia 1586 w Herrenbergu, zm. 27 czerwca 1654 w Stuttgarcie) – niemiecki pisarz, matematyk, alchemik, astrolog, kabalista, różokrzyżowiec oraz teolog, określany mianem „Lutra z Wirtembergii”. Profesor uniwersytetu w Tybindze. Autor Alchemicznych zaślubin Christiana Rosenkreutza (Chymische Hochzeit Christiani Rosencreutz anno 1459).

## Życiorys

### Dzieciństwo i studia
Andreae był jednym z siedmiorga dzieci, synem pastora Johanna Andreae (1554-1601) i Marii Moser. Gdy ojciec zmarł, rodzina pozostała z gigantycznymi długami i, aby stawić im czoła, przeniosła się do Tybingi, gdzie przed laty rektorem protestanckiego uniwersytetu był dziadek Johanna Valentina, Jacob Andreae (1528-1590).
Maria Moser podjęła pracę aptekarki (czym zajmowała się do 1617 roku), a młody Jacom Valentin w 1604 roku rozpoczął studia na uniwersytecie w Tybindze.
Studiował nauki przyrodnicze i w 1605 roku uzyskał tytuł magistra z oceną celującą. Jak wynika z jego autobiografii, Andreae napisał wówczas, wydaną drukiem dopiero jedenaście lat później, powieść „Alchemiczne Zaślubiny Christiana Rosenkreutza roku 1459”. Andreae studiował też teologię i matematykę. Odmówiono mu jednak przystąpienia do końcowych egzaminów. Prawdopodobnie była to kara za paszkwil na temat ślubu rektora uniwersytetu Mathhiasa Enslina.

### Tułaczka po Europie

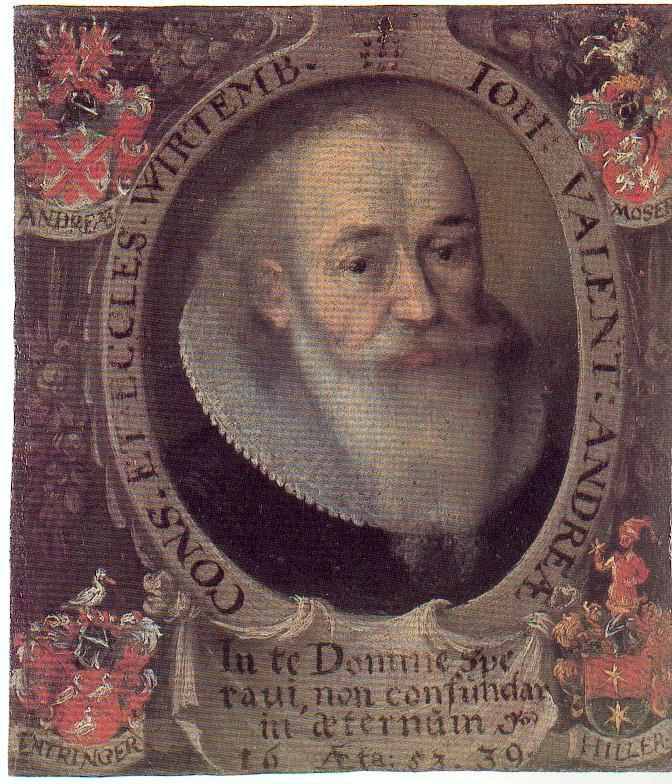
Johann Valentin Andreae w 1639

Po tym wydarzeniu Johann Valentin zajął się udzielaniem korepetycji młodym szlachcicom i razem z nimi podróżował przez Szwajcarię, Francję, Austrię i Włochy.
Powrócił do Tybingi w 1608 roku. Zawarł znajomości z uczonymi, m.in. Tobiasem Hessem i Abrahamem Holzelem. Ich wspólne intelektualne dyskusje i działania wzbudziły niepokój konserwatywnych luterańskich formalistów. Nowy rektor uniwersytetu postawił Andreae zarzut „niewłaściwych poglądów”. Za karę Johann Valentin został wykluczony z grona luterańskiego kleru. Poważniejszych sankcji uniknął jedynie dzięki wstawiennictwu księcia Fryderyka Wirtemberskiego.
Po opuszczeniu Tybingi Andreae przyjął posadę domowego nauczyciela w Bawarii. Po pewnym czasie wyjechał do Szwajcarii, gdzie zainspirowały go klarowne reguły Kościoła Kalwinistów w Genewie. W następnych latach odbył liczne podróże, m.in. do Francji i Włoch, w czasie których utwierdził się w przekonaniu o zepsuciu kurii. Postanowił bez reszty poświęcić się Kościołowi ewangelickiemu.
W 1612 roku powrócił do Tybingi, aby kontynuować studia teologiczne. Wśród teologów odnalazł nowych przyjaciół. Niektórzy, jak stary teolog Hafenreffer, próbowali ponownie sprowadzić go na łono Kościoła luterańskiego. Ze szczerej chęci lub też bez niej, Andreae nie stawiał oporu. Po końcowych egzaminach w 1614 roku został diakonem w Vaihingen. Tam też ożenił się 2 sierpnia z Agnes Elisabeth Grüninger.

### Fama i Confessio

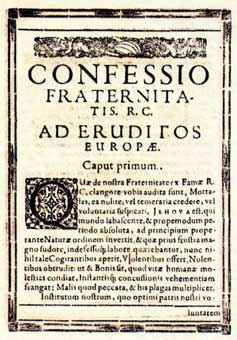
Okładka manifestu Confessio Fraternitatis

W roku 1614 w Kassel ujrzała też światło dzienne tajemnicza, anonimowa broszura, której autorstwo przypisuje się Johannowi Valentinowi Andreae. Był to pierwszy z trzech manifestów rzekomo istniejącego, a tak naprawdę dopiero postulowanego tajnego bractwa Różo-Krzyża, zrzeszającego uczonych-hermetystów. Pełny tytuł broszury brzmiał: Uniwersalna i powszechna reforma całego świata Fama Fraternitatis („Sława Bractwa”) Honorowego bractwa Różo-Krzyża skierowana do wszystkich ludzi nauki i władców Europy oraz krótka odpowiedź przesłana przez pana Haselmeyera, który z tej przyczyny został aresztowany przez jezuitów, wtrącony do więzienia i zakuty w łańcuchy na galerze. Teraz wydana drukiem do wiadomości wszystkich ludzi o szczerych sercach.
Zaledwie rok po Famie Fraternitatis ukazał się kolejny manifest „niewidzialnego” bractwa, noszący tytuł Confessio Fraternitatis (Wyznanie bractwa).
Manifesty Andreaego głosiły potrzebę generalnej, światowej reformy, radykalnego rozwiązania moralnego i intelektualnego kryzysu współczesnej Europy, które może być możliwe tylko poprzez dokończenie reformacji luterańskiej, zjednoczenie wszystkich chrześcijan, postęp naukowy i współpracę uczonych. Takie były też celom tajnego bractwa, założonego, wedle słów manifestów, jeszcze w Średniowieczu przez Christiana Rosenkreutza, które oprócz tego postulowały wydanie w przyszłości wielkiej encyklopedii kodyfikującej całość wiedzy ludzkiej.

### Alchemiczne zaślubiny
Wydane w 1616 roku Alchemiczne zaślubiny Christiana Rosenkreutza roku 1459 w pełni korespondują z poprzednimi manifestami. Powieść, przesycona mistyczną i alchemiczną symboliką, utożsamiała Christiana Rosenkreutza, adepta nauki egipskiej i arabskiej, z Hermesem Trismegistosem, mitycznym twórcą Szmaragdowej Tablicy, zawierającej kwintesencję wiedzy hermetycznej. Alegoryczne przygody Rosenkreutza miały jednak swój religijno-polityczny kontekst. Były one aluzją do przebiegu rzeczywistych zaślubin księcia elektora Palatynatu Fryderyka V z księżniczką angielską – Elżbietą, córką Jakuba I Stuarta. Związek protestanckiej dynastii Palatynatu ze Stuartami zapowiadał powstanie anty-Habsburskiej Unii Protestanckiej.

### Rzeczpospolita Christianopolitanii

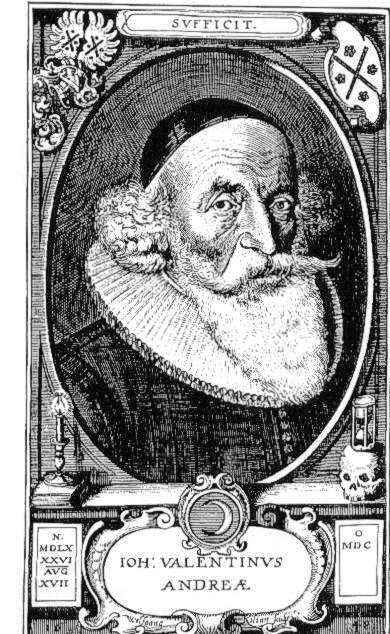
Johann Valentin Andreae w 1648

Nie wszyscy entuzjaści “generalnej reformacji” właściwie odczytali intencje Andreaego. Szczególnie w kręgach alchemików, manifesty i Alchemiczne zaślubiny interpretowano, wbrew ich krytyczno-utopijnej intencji, jako apologię sztuki transmutacji metali. W wyniku tego Andreae zaczął dystansować się od swego dzieła. W pamflecie Turris Babel (Wieża Babel) z 1619 roku potępił żądzę złota alchemików. W ostatnim rozdziale napisał: “wy śmiertelnicy nie powinniście wyczekiwać już żadnego Bractwa. Skończyła się komedia. Fama [..] powiedziała tak, teraz mówi nie”. Johann Valentin Andreae przyznał, że „niewidzialne bractwo Christiana Rosenkreutza” tak naprawdę nigdy nie powstało, lecz zapewnił, że jeśli kiedyś pojawi się „bractwo prawdziwie chrześcijańskie”, to z pewnością do niego przystąpi.
Pomimo przyznania się do mistyfikacji, Andreae nie zrezygnował jednak ze swojego programu i ponownie przedstawił go, po gruntownej przebudowie, w wydanej w 1619 roku powieści „Rei publicae Christianopolitanae descriptio” (Opis Rzeczypospolitej Christianopolitanii), w której nakreślił obraz idealnego społeczeństwa, kierowanego przez uczonych, skupionego wokół jednego celu, jakim jest wiedza.
Dzieło to inspirowało Nową Atlantydę  Francis Bacona.